# Laureana di Borrello

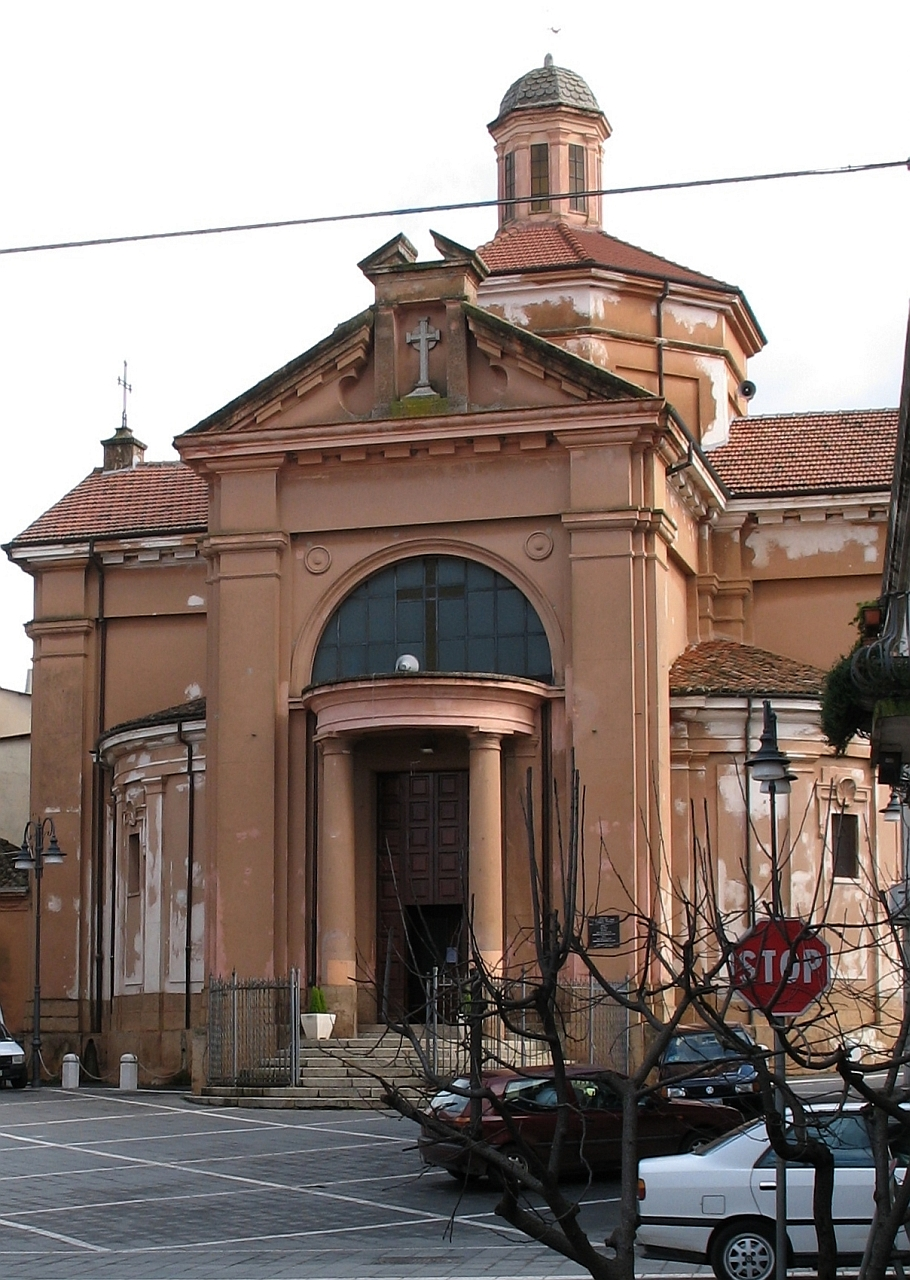
Chiesa Madre

Laureana di Borrello – miejscowość i gmina we Włoszech, w regionie Kalabria, w prowincji Reggio Calabria.
Według danych na rok 2004 gminę zamieszkiwało 5709 osób, 163,1 os./km².